# 孙家岔站
孙家岔站是位于陕西省神木县孙家岔乡的一个铁路车站，邮政编码719314。车站建于1996年，有包神铁路经过该站，现仅办理货运，不办理客运业务。车站距离包头东站203公里，隶属包神铁路公司，是四等站。